# Chybice (gmina)
Chybice – dawna gmina wiejska istniejąca w XIX wieku w guberni radomskiej. Siedzibą władz gminy były Chybice.
Za Królestwa Polskiego gmina Chybice należała do powiatu iłżeckiego w guberni radomskiej.
Brak informacji o dacie zniesienia gminy, lecz w wykazie z 1921 roku gmina Chybice już nie występuje, a jej obszar wchodzi w skład gminy Rzepin.